# Олексій Комнін (співімператор)
Олексій Комнін (1106—1142) — співімператор Візантійської імперії в 1122—1142 роках.

## Життєпис
Походив з династії Комнінів. Старший син імператора Іоанна II та Ірини Арпад (доньки Владислава I, короля Угорщини). Народився у 1106 році у містечку Балабіста (фема Македонія). Виховувався при дворі свого діда імператора Олексія I. Після смерті останнього у 1118 році його батько стає новим імператором, а Олексій Комнін — цезарем. Вже у 1122 році отримує титул співімператора.
Олексій Комнін усіляко допомагав батькові в проведенні реформ та брав участь у військових кампаніях. Діяльності Іоанна II та його сина Олексія присвячена панегірична поема Феодора Продрома, де він вихваляє обох як гідних володарів. У 1133—1135 роках брав участь у походах проти румського султанату та Данішмендидів. У 1137 році Олексій Комнін був учасником походу Іоанна II до Кілікії. В останньому поході керував власним військовим підрозділом. Решту часу за відсутності батька здійснював керівництво в імперії.
У 1142 році брав участь у поході на південь Малої Азії. під час полювання неподалік від Атталії захворів (ймовірно на пневмонію) й невдовзі помер. Його тіло було відправлено до Константинополя, де поховано в соборі Св. Софії.

## Родина
Був одружений двічі: спочатку на Євпраксії (яка отримала ім'я Ірина), що була донькою Мстислава Великого, великого князя Київського. Другою дружиною була Катерина з грузинської династії Багратіоні. Достеменно невідомо чиєю донькою вона була (розглядається версія, що при народженні її звали Ката і вона була донькою царя Давида IV Будівельника). Також існують суперечності від якої з дружин Олексій Комнін мав дитиною.
У Комніна народилася єдина донька Марія (д/н—1167), що згодом стала дружиною Олексія Аксуха, протостратора і дуки Кілікії.